# Habrotrocha longicollis
Habrotrocha longicollis is een raderdiertjessoort uit de familie Habrotrochidae. De wetenschappelijke naam van deze soort is voor het eerst geldig gepubliceerd in 1963 door Bartos.